# Ralf Parve
Ralf Parve (* 25. Juni 1919 in Rakvere; † 29. April 2011 in Tallinn-Nõmme) war ein estnischer Schriftsteller.

## Leben
Ralf Parve legte 1938 sein Abitur in Tallinn ab. Danach war er von 1938 bis 1941 als Journalist tätig. Bereits 1937 debütierte er als Schriftsteller mit Prosaliteratur.
Während des Zweiten Weltkriegs kämpfte Parve im Estnischen Schützenverband, einer estnisch-sowjetischen Einheit der Roten Armee. 1945 trat er dem Estnischen Schriftstellerverband bei. Dort leitete er die Abteilung für Kinder- und Jugendliteratur.
Von 1944 bis 1951 war Parve erneut als Journalist tätig, bevor er sich ganz dem Verfassen von Prosa, Lyrik und Drama widmete. Daneben schrieb er zahlreiche feuilletonistische Beiträge, übersetzte (unter anderem aus dem Deutschen Hölderlin, Weerth und Heine) und verfasste literaturwissenschaftliche Beiträge. Während in den 1940er und 50er Jahren Parves Werke auch vom sowjetischen Pathos gekennzeichnet waren, wurden sie in späteren Jahren durch eine allgemein humanistische Haltung geprägt.
Bekannt wurden auch Parves unterhaltsame Reiseberichte, die er gemeinsam mit seiner Ehefrau, der estnischen Schriftstellerin Lilli Promet (1922–2007), verfasste. Beider Sohn war der estnische Journalist, Historiker und Politiker Ralf R. Parve (1946–2008), der von 1992 bis 1995 als Abgeordneter dem estnischen Parlament (Riigikogu) angehörte.
1959 wurde Parve die Auszeichnung „Verdienter Schriftsteller der Estnischen SSR“ verliehen. 1969 erhielt er den Staatspreis der Estnischen SSR für die Lyrik-Auswahlsammlung Tuulenooled.
Von 1947 bis 1989 war Parve Mitglied der Kommunistischen Partei der Sowjetunion (KPdSU).

## Werke (Auswahl)

### Lyriksammlungen
- Sõduri südamest (1945)
- Ajast karmist, kaunist ja kallist (1946)
- Võitluspostil (1950)
- Vabadussamba vari (1953)
- Avatud värav (1958)
- Lüüriline stenogramm (1964)
- Tuulenooled (1969)
- Õnnevalu (1979)
- Kõik kulgeb iseenda kaudu (1989)

### Kinderbücher
- Tuul puhub lippudes (1956)
- Lastevärsse (1966)
- On inimesi erinimelisi (1984)

### Prosa
- Põranda all (1957)
- Surmasuus (1973)

### Publizistik
- Mõttematkad (1963)
- Kiindumused (1972)

### Theaterstücke
- Seitsmemagajapäeval (1964)
- Pimedus tähendab ööd (1971)

### Feuilletonistik
- Sassa Melderi kõned (1970)